# Grundy (Virginia)
Grundy è un comune degli Stati Uniti d'America, situato nello Stato della Virginia, nella Contea di Buchanan, della quale è il capoluogo.